# Corbera d'Ebre
Corbera d'Ebre là một đô thị thuộc tỉnh Tarragona trong cộng đồng tự trị Catalonia, phía bắc Tây Ban Nha. Đô thị này có diện tích là 53,1 ki-lô-mét vuông, dân số năm 2009 là 1174 người với mật độ 22,11 người/km². Đô thị này có cự ly km so với Tarragona.